# Carl Hammerich
Pour les articles homonymes, voir Hammerich.
Carl Hammerich, né le 25 avril 1888 à Aarhus et mort le 21 mars 1945 à Copenhague, est un officier de la Marine royale danoise. Contre-amiral lors de la Seconde Guerre mondiale, il participa à l'aide danoise à la Norvège occupée et à l'opération Bus blancs. Carl Hammerich fut arrêté par les Allemands et est mort dans le bombardement de la Royal Air Force sur le siège de la Gestapo à Copenhague le 21 mars 1945,,.